# Confiança interorganizacional
A confiança interorganizacional é a confiança entre organizações (como empresas, associações, cooperativas, escolas) quando essas se relacionam umas com as outras. Pode se estabelecer entre comprador e fornecedor, empresa controladora e controlada, empresas de uma mesmo setor ou região geográfica.

## Definição
Confiança interorganizacional se refere à confiança mútua entre organizações trabalhando juntas em redes. A confiança interorganizacional suporta a formação de estratégias coletivas, facilita a coordenação de atividades econômicas, promove a troca de informações e o aprendizado organizacional, facilita o gerenciamento de conflitos organizacionais, contribui para uma diminuição significativa dos custos de transação, abre oportunidades para a ação estratégica, aumenta estabilidade da rede e prove um suporte para as mudanças organizacionais. 

## Efeitos
A confiança interorganizacional tem um efeito positivo sobre a performance ao diminuir os custos de transação, além disso ela parece ter o efeito de diminuir o nível de conflito entre as empresas..

## Modelos
A confiança interorganizacional pode ser decomposta em 5 dimensões: comportamento, reputação, competência, boa vontade e abertura . 